# Hypognatha belem
Hypognatha belem là một loài nhện trong họ Araneidae.
Loài này thuộc chi Hypognatha. Hypognatha belem được Herbert Walter Levi miêu tả năm 1996.